# Eschert
Eschert é uma comuna da Suíça, situada na região administrativa de Jura Bernense, no cantão de Berna. Tem 6,56 km² de área e sua população em 2018 foi estimada em 376 habitantes.